# Morti il 18 ottobre

## I secolo(2)
- 31 - Seiano, militare e politico romano
- 33 - Agrippina maggiore, nobildonna romana (n. 14 a.C.)

## VII secolo(1)
- 629 - Clotario II, re franco (n. 584)

## VIII secolo(1)
- 707 - Papa Giovanni VII, papa, vescovo e cardinale italiano (n. 650)

## XI secolo(3)
- 1035 - Sancho III Garcés di Navarra, re
- 1081 - Costantino Ducas, imperatore e generale bizantino (n. 1060)
- 1081 - Niceforo Melisseno, generale bizantino

## XII secolo(4)
- 1101 - Ugo I di Vermandois, nobile franco (n. 1057)
- 1141 - Leopoldo IV di Babenberg, nobile tedesco (n. 1108)
- 1166 - Enrico di Sandomierz, nobile polacco (n. 1131)
- 1168 - Arduico di Stade, nobile e arcivescovo cattolico tedesco (n. 1118)

## XIII secolo(4)
- 1214 - John de Gray, vescovo cattolico inglese
- 1253 - Azzone da Torbiato, vescovo cattolico italiano
- 1258 - Borrello d'Agnone, nobile italiano
- 1273 - George de Cantilupe, nobile inglese (n. 1251)

## XIV secolo(3)
- 1306 - Pandolfo Savelli, politico italiano
- 1375 - Cansignorio della Scala, condottiero italiano (n. 1340)
- 1399 - Canfrancesco della Scala, politico e militare italiano (n. 1385)

## XV secolo(4)
- 1417 - Papa Gregorio XII, papa, vescovo cattolico e cardinale italiano
- 1442 - Giovanni d'Aviz, nobile (n. 1400)
- 1470 - John Tiptoft, I conte di Worcester, politico inglese (n. 1427)
- 1497 - Guidantonio Arcimboldi, arcivescovo cattolico italiano (n. 1428)

## XVI secolo(23)
- 1503 - Papa Pio III, papa, vescovo cattolico e cardinale italiano (n. 1439)
- 1505 - Al-Suyuti, giurista, storico e mistico egiziano (n. 1445)
- 1508 - Patrick Hepburn, I conte di Bothwell, nobile scozzese
- 1511 - Filippo de Commynes, politico francese
- 1520 - Pier Gerlofs Donia, pirata olandese (n. 1480)
- 1526 - Lucas Vázquez de Ayllón, esploratore spagnolo
- 1528 - Michele Antonio di Saluzzo, generale italiano (n. 1495)
- 1529 - Niccolò di Piero Capponi, politico italiano (n. 1472)
- 1536 - Benedetto Tagliacarne, umanista e vescovo cattolico italiano (n. 1480)
- 1537 - Agostino Spinola, cardinale e vescovo cattolico italiano (n. 1482)
- 1541 - Margherita Tudor, principessa britannica (n. 1489)
- 1542 - Giovanni Gaddi, letterato italiano (n. 1493)
- 1545 - John Taverner, compositore e organista inglese (n. 1490)
- 1547 - Jacopo Sadoleto, cardinale, vescovo cattolico e umanista italiano (n. 1477)
- 1558 - Maria d'Asburgo (n. 1505)
- 1561 - Yamamoto Kansuke, militare giapponese (n. 1501)
- 1562 - Pietro d'Alcántara, religioso, presbitero e santo spagnolo (n. 1499)
- 1570 - Manuel da Nóbrega, gesuita portoghese (n. 1517)
- 1578 - Ferdinando d'Asburgo, principe (n. 1571)
- 1589 - Adolf van Nieuwenaar, nobile tedesco
- 1590 - Filippo di Holstein-Gottorp, duca tedesco (n. 1570)
- 1595 - Álvaro de Mendaña, esploratore, navigatore e cartografo spagnolo (n. 1542)
- 1599 - Daniel Adam z Veleslavína, tipografo e letterato ceco (n. 1546)

## XVII secolo(20)
- 1603 - Edward Stafford, III barone Stafford, nobile inglese (n. 1535)
- 1603 - Yemişçi Hasan Pascià, politico e militare ottomano (n. 1535)
- 1610 - Alfonso Paleotti, arcivescovo cattolico italiano (n. 1531)
- 1618 - Ambrosius Francken I, pittore e disegnatore fiammingo (n. 1544)
- 1621 - Bartolomeo Cesi, cardinale e arcivescovo cattolico italiano (n. 1566)
- 1622 - Arcangela Paladini, pittrice, cantante e poetessa italiana (n. 1596)
- 1626 - Giovan Giacomo Barbiano di Belgioioso, ufficiale italiano (n. 1565)
- 1632 - Filip Fabricius, nobile ceco (n. 1570)
- 1632 - Gabriel Pereira de Castro, giurista, poeta e docente portoghese (n. 1571)
- 1634 - Giovanni Ulrico di Eggenberg, nobile e politico (n. 1568)
- 1646 - Isacco Jogues, gesuita e missionario francese (n. 1607)
- 1662 - Abraham Willaerts, pittore olandese (n. 1603)
- 1667 - Fāsiladas, imperatore etiope (n. 1603)
- 1672 - Luca Assarino, giornalista e scrittore italiano (n. 1602)
- 1676 - Bartolomeo Vandoni, pittore italiano (n. 1603)
- 1678 - Cornelis Galle il Giovane, incisore fiammingo (n. 1615)
- 1678 - Jacob Jordaens, pittore fiammingo (n. 1593)
- 1686 - Egidio Colonna, militare e patriarca cattolico italiano (n. 1606)
- 1691 - Cristiano I di Sassonia-Merseburg, duca (n. 1615)
- 1694 - Pierre Ango, fisico, matematico e gesuita francese (n. 1640)

## XVIII secolo(17)
- 1708 - Enrico Nassau, Lord Auverquerque, generale olandese (n. 1640)
- 1724 - Jean de Hautefeuille, fisico, inventore e abate francese (n. 1647)
- 1728 - Ferenc Gyulay, generale austriaco (n. 1674)
- 1729 - Nicolas Ravot d'Ombreval, politico e magistrato francese (n. 1680)
- 1743 - Giovanni Antonio Sevalle, ingegnere e architetto italiano (n. 1676)
- 1744 - Sarah Churchill, duchessa di Marlborough, nobile inglese (n. 1660)
- 1763 - Giovanni Francesco Banchieri, cardinale italiano (n. 1694)
- 1763 - Ludovico Valenti, cardinale e vescovo cattolico italiano (n. 1695)
- 1770 - John Manners, marchese di Granby, politico e generale inglese (n. 1721)
- 1775 - Christian August Crusius, filosofo e teologo tedesco (n. 1715)
- 1775 - Paolo della Croce, presbitero italiano (n. 1694)
- 1791 - João de Loureiro, religioso portoghese (n. 1710)
- 1793 - Charles Melchior Artus de Bonchamps, generale francese (n. 1760)
- 1793 - John Wilson, matematico inglese (n. 1741)
- 1794 - Emanuele De Deo, patriota italiano (n. 1772)
- 1794 - Vincenzo Galiani, patriota e rivoluzionario italiano (n. 1770)
- 1794 - Johann Ernst Heinsius, pittore tedesco (n. 1731)

## XIX secolo(60)
- 1803 - Giovanni Antonio Fontana, architetto italiano (n. 1738)
- 1812 - Karl Gustav von Baggovut, generale russo (n. 1761)
- 1813 - Marie-Joseph Donatien de Vimeur de Rochambeau, generale francese (n. 1755)
- 1817 - Étienne Nicolas Méhul, compositore francese (n. 1763)
- 1817 - Giuseppe Zanoia, architetto e poeta italiano (n. 1752)
- 1818 - Philippe-Isidore Picot de Lapeyrouse, naturalista e ornitologo francese (n. 1744)
- 1820 - Jacques-Victor Henry Christophe, nobile haitiano (n. 1804)
- 1828 - Michael von Kienmayer, generale austriaco (n. 1755)
- 1829 - Edward Onslow, nobile e politico inglese (n. 1758)
- 1830 - Jenneval, attore teatrale e poeta francese (n. 1801)
- 1832 - Vito Fedeli, patriota italiano (n. 1798)
- 1834 - Isabelle de Gélieu, scrittrice e traduttrice svizzera (n. 1779)
- 1840 - Pierre Gardel, danzatore e coreografo francese (n. 1758)
- 1841 - Karol Morawski, generale lituano (n. 1767)
- 1841 - Pietro Piani, pittore e decoratore italiano (n. 1770)
- 1845 - Jean-Dominique Cassini, astronomo e cartografo francese (n. 1748)
- 1845 - Hans Peter Christian Møller, zoologo e politico danese (n. 1810)
- 1846 - Hyacinthe de Bougainville, navigatore francese (n. 1781)
- 1846 - Odorico Politi, pittore italiano (n. 1785)
- 1853 - Johann Fischer von Waldheim, entomologo e paleontologo tedesco (n. 1771)
- 1858 - Dionisio Cassitto, scrittore, meteorologo e politico italiano (n. 1809)
- 1859 - Ferdinando Foggi, matematico italiano (n. 1787)
- 1860 - Casimiro de Abreu, poeta brasiliano (n. 1839)
- 1864 - Henry Pelham-Clinton, V duca di Newcastle, politico britannico (n. 1811)
- 1865 - Henry John Temple, III visconte Palmerston, politico inglese (n. 1784)
- 1866 - Manuel Bulnes, generale e politico cileno (n. 1799)
- 1866 - Philipp Franz von Siebold, medico e botanico tedesco (n. 1796)
- 1866 - Édouard Thouvenel, politico e diplomatico francese (n. 1818)
- 1867 - Ferdinand Langlé, drammaturgo e giornalista francese (n. 1798)
- 1867 - Christiaan Julius Lodewijk Portman, pittore e fotografo olandese (n. 1799)
- 1869 - Simon Jenko, scrittore e poeta sloveno (n. 1835)
- 1870 - Andrea Charvaz, arcivescovo cattolico italiano (n. 1793)
- 1871 - Charles Babbage, matematico e filosofo britannico (n. 1791)
- 1871 - Karl Friederichs, filologo classico e archeologo tedesco (n. 1831)
- 1871 - Alphonse Pinard, banchiere francese (n. 1815)
- 1872 - Cristoforo Mameli, politico, avvocato e funzionario italiano (n. 1795)
- 1872 - Mpande, re (n. 1798)
- 1872 - Michael O'Connor, vescovo cattolico, missionario e gesuita irlandese (n. 1810)
- 1876 - Henri-Gustave Delvigne, militare e inventore francese (n. 1800)
- 1876 - Riccardo Sineo, politico italiano (n. 1805)
- 1877 - Annibale Capalti, cardinale italiano (n. 1811)
- 1878 - Giovanni Giuseppe Bianconi, zoologo, botanico e geologo italiano (n. 1809)
- 1883 - James Blair Steedman, generale e editore statunitense (n. 1817)
- 1884 - Guglielmo VIII di Brunswick, duca (n. 1806)
- 1886 - Ernest Brudenell-Bruce, III marchese di Ailesbury, politico inglese (n. 1811)
- 1887 - Alfred-Auguste Cuvillier-Fleury, storico e critico letterario francese (n. 1802)
- 1887 - Matteo Salvi, compositore e regista teatrale italiano (n. 1816)
- 1888 - Alessandro Antonelli, architetto e politico italiano (n. 1798)
- 1889 - Antonio Meucci, inventore e imprenditore italiano (n. 1808)
- 1889 - Massimiliano Quilici, compositore italiano (n. 1799)
- 1890 - Giuseppe Corrias, politico italiano (n. 1811)
- 1890 - Kōnstantinos Simōnidīs, avventuriero e falsario greco (n. 1820)
- 1892 - Matteo Liberatore, gesuita, teologo e filosofo italiano (n. 1810)
- 1892 - Francesco Montefredini, scrittore e storico italiano (n. 1827)
- 1893 - Charles Gounod, compositore francese (n. 1818)
- 1897 - Ferdinando Panciatichi Ximenes d'Aragona, politico e architetto italiano (n. 1813)
- 1897 - Otto Volger, geologo e mineralogista tedesco (n. 1822)
- 1898 - Franz Magnus Böhme, musicologo e compositore tedesco (n. 1827)
- 1898 - Azzio Caselli, chirurgo italiano (n. 1847)
- 1898 - Raffaele Fiorini, liutaio italiano (n. 1828)

## XX secolo(221)
- 1901 - August Malmström, pittore e illustratore svedese (n. 1829)
- 1901 - John Sargent Pillsbury, politico statunitense (n. 1828)
- 1902 - Elena Bibescu, pianista rumena (n. 1855)
- 1902 - John Barraclough Fell, ingegnere britannico (n. 1815)
- 1903 - Gaspare Cavallini, avvocato e politico italiano (n. 1817)
- 1905 - Jessie Boucherett, attivista britannica (n. 1825)
- 1906 - Fabio Chigi Saracini, nobile italiano (n. 1849)
- 1906 - Léon Gastinel, compositore e violinista francese (n. 1823)
- 1909 - Alfredo Oriani, scrittore, storico e poeta italiano (n. 1852)
- 1911 - Alfred Binet, psicologo francese (n. 1857)
- 1911 - Tommaso Bruni, economista e scrittore italiano (n. 1838)
- 1913 - Dinuzulu kaCetshwayo, sovrano (n. 1868)
- 1915 - Franz Joseph von Bülow, scrittore e attivista tedesco (n. 1861)
- 1915 - Mario Fusetti, militare italiano (n. 1893)
- 1915 - Karl Eugen Neumann, traduttore tedesco (n. 1865)
- 1916 - Annibale Calini, patriota italiano
- 1916 - Ignacio Pinazo Camarlench, pittore spagnolo (n. 1849)
- 1918 - Fritz Otto Bernert, militare e aviatore tedesco (n. 1893)
- 1918 - Radko Dimitriev, generale bulgaro (n. 1859)
- 1918 - Koloman Moser, pittore, designer e decoratore austriaco (n. 1868)
- 1918 - Davide Okelo e Gildo Irwa, beato ugandese (n. 1900)
- 1918 - Nikolaj Vladimirovič Ruzskij, generale russo (n. 1854)
- 1919 - William Astor, I visconte Astor, avvocato e politico statunitense (n. 1848)
- 1919 - Ludwig Briegier, medico e docente tedesco (n. 1849)
- 1920 - Vittorio Fiorone, generale italiano (n. 1861)
- 1921 - August Gaul, scultore tedesco (n. 1869)
- 1921 - Ludovico III di Baviera, re (n. 1845)
- 1922 - Suze Robertson, pittrice olandese (n. 1855)
- 1923 - Lucio Mazzuoli, ingegnere e geologo italiano (n. 1838)
- 1924 - Giannino Ancillotto, ufficiale e aviatore italiano (n. 1896)
- 1924 - Herbert Rawson, calciatore mauriziano (n. 1852)
- 1925 - Alfred Smedberg, insegnante e scrittore svedese (n. 1850)
- 1926 - Francesco Musoni, geologo e storico italiano (n. 1864)
- 1927 - Ludwig Darmstaedter, chimico e storico tedesco (n. 1846)
- 1927 - Otto Hildebrand, patologo e chirurgo tedesco (n. 1858)
- 1927 - Alfred Hillebrandt, indologo e filologo tedesco (n. 1853)
- 1928 - Michele Della Maggiora, antifascista italiano (n. 1898)
- 1928 - Arturo Ferretto, storico italiano (n. 1867)
- 1928 - Charlie Siringo, investigatore, scrittore e avvocato statunitense (n. 1856)
- 1929 - Gustaf Ranft, attore svedese (n. 1856)
- 1930 - Paolo Gazzaniga, matematico italiano (n. 1853)
- 1931 - Thomas Edison, inventore e imprenditore statunitense (n. 1847)
- 1931 - Valeriano Malfatti, politico italiano (n. 1850)
- 1931 - Lesser Ury, pittore tedesco (n. 1861)
- 1933 - Albert von Trentini, scrittore e drammaturgo austriaco (n. 1878)
- 1934 - François Gonnessiat, astronomo francese (n. 1856)
- 1934 - Emiliano González Navero, avvocato e politico paraguaiano (n. 1861)
- 1934 - Franc-Nohain, librettista e poeta francese (n. 1872)
- 1934 - Vico Mantegazza, scrittore, giornalista e imprenditore italiano (n. 1856)
- 1934 - Fiore Martelli, pittore e decoratore italiano (n. 1908)
- 1935 - Gaston Lachaise, scultore statunitense (n. 1882)
- 1937 - Antonio Ferro, calciatore argentino (n. 1896)
- 1937 - Carlo Fiorilli, politico italiano (n. 1843)
- 1938 - Paul Helbronner, alpinista, geodeta e ingegnere francese (n. 1871)
- 1939 - Josephine Ditt, attrice statunitense (n. 1868)
- 1940 - Alberto Conti, matematico italiano (n. 1873)
- 1941 - Herbert Bamlett, arbitro di calcio e allenatore di calcio inglese (n. 1882)
- 1941 - Decoroso Bonifanti, pittore e scenografo italiano (n. 1861)
- 1941 - Manuel Teixeira Gomes, politico portoghese (n. 1860)
- 1941 - Gian Carlo Stucky, imprenditore e dirigente d'azienda svizzero (n. 1881)
- 1941 - Nello Tarchiani, critico d'arte e museologo italiano (n. 1878)
- 1942 - Federico Ferrari-Orsi, generale e calciatore italiano (n. 1886)
- 1942 - Louis Germain, zoologo francese (n. 1878)
- 1942 - Michail Vasil'evič Nesterov, pittore russo (n. 1862)
- 1943 - Émile Beaussier, pittore francese (n. 1874)
- 1943 - Ettore De Corti, militare italiano (n. 1919)
- 1943 - Attilio Frescura, scrittore e giornalista italiano (n. 1881)
- 1943 - Mario Riva, militare e partigiano italiano (n. 1900)
- 1944 - Gisi Fleischmann, attivista e partigiana cecoslovacca (n. 1892)
- 1944 - Viktor Ullmann, compositore, direttore d'orchestra e pianista austriaco (n. 1898)
- 1945 - Frederick Hovey, tennista statunitense (n. 1868)
- 1945 - Lev L'vovič Tolstoj, scrittore russo (n. 1869)
- 1946 - Willi Moser, generale tedesco (n. 1887)
- 1947 - Alessandro Da Lisca, ingegnere italiano (n. 1868)
- 1947 - Ernesto Morandi, calciatore italiano (n. 1893)
- 1947 - George Henry Peters, astronomo statunitense (n. 1863)
- 1947 - Massimo Terzano, direttore della fotografia italiano (n. 1892)
- 1947 - Charles Treffel, pallanuotista francese (n. 1875)
- 1947 - August von Brandis, pittore tedesco (n. 1859)
- 1948 - Karl Gustav Vollmöller, scrittore tedesco (n. 1878)
- 1948 - Wolfgang Willrich, artista tedesco (n. 1897)
- 1949 - Giuseppe Zelioli, compositore italiano (n. 1880)
- 1950 - Per Bergman, velista svedese (n. 1886)
- 1950 - Giuseppe Borgatti, tenore italiano (n. 1871)
- 1952 - Nathan Levinson, ingegnere statunitense (n. 1888)
- 1952 - Francis P. Matthews, politico statunitense (n. 1887)
- 1952 - Vladimir Ivanovič Voronin, navigatore e esploratore sovietico (n. 1890)
- 1954 - René Derency, cestista francese (n. 1925)
- 1954 - Francesco Zanardi, politico italiano (n. 1873)
- 1955 - Cornelio Geranzani, pittore italiano (n. 1880)
- 1955 - José Ortega y Gasset, filosofo e sociologo spagnolo (n. 1883)
- 1956 - Josef Blum, calciatore e allenatore di calcio austriaco (n. 1898)
- 1956 - Fernand Desrousseaux, calciatore francese (n. 1885)
- 1957 - Vitorino Guimarães, politico portoghese (n. 1876)
- 1957 - Pio Vanzi, regista, sceneggiatore e giornalista italiano (n. 1884)
- 1957 - Hüseyin Cahit Yalçın, giornalista, scrittore e politico turco (n. 1874)
- 1959 - Charles Bugbee, pallanuotista britannico (n. 1887)
- 1959 - Boughéra El Ouafi, maratoneta francese (n. 1899)
- 1961 - Tsuru Aoki, attrice giapponese (n. 1892)
- 1961 - Arnold Durig, fisiologo austriaco (n. 1872)
- 1961 - Raffaelangelo Palazzi, vescovo cattolico e missionario italiano (n. 1886)
- 1961 - Rodolphe Rubattel, politico svizzero (n. 1896)
- 1962 - Charles Loupot, pubblicitario francese (n. 1892)
- 1962 - Iván Petrovich, attore serbo (n. 1894)
- 1963 - Pier Fausto Barelli, ingegnere italiano (n. 1887)
- 1963 - Andrej Grigor'evič Kravčenko, generale sovietico (n. 1899)
- 1963 - Umberto Trabattoni, imprenditore e dirigente sportivo italiano (n. 1885)
- 1964 - Umberto Bertozzi, militare e criminale di guerra italiano (n. 1905)
- 1964 - Arturo Boiocchi, calciatore e allenatore di calcio italiano (n. 1888)
- 1964 - Louis Olagnier, calciatore francese (n. 1889)
- 1965 - Marina Doge, attrice e soubrette italiana (n. 1922)
- 1965 - Henry Travers, attore britannico (n. 1874)
- 1965 - Lauri Törni, militare finlandese (n. 1919)
- 1966 - Antonio Acqua, attore italiano (n. 1893)
- 1966 - Rafael Sánchez Mazas, scrittore e politico spagnolo (n. 1894)
- 1967 - Richard McCreery, generale britannico (n. 1898)
- 1968 - Jack Bland, suonatore di banjo e chitarrista statunitense (n. 1899)
- 1968 - Michael Paulsen, calciatore norvegese (n. 1899)
- 1968 - Lee Tracy, attore statunitense (n. 1898)
- 1969 - Filippo Bottino, sollevatore italiano (n. 1888)
- 1969 - Marco Antonio Dressino, presbitero e religioso italiano (n. 1877)
- 1969 - Victoria Gucovsky, educatrice, scrittrice e giornalista argentina (n. 1890)
- 1969 - Gyula Mándi, allenatore di calcio e calciatore ungherese (n. 1899)
- 1970 - Belkacem Krim, militare e politico algerino (n. 1922)
- 1970 - Sergej Papov, attore sovietico (n. 1904)
- 1970 - Zeid bin Hussein, principe iracheno (n. 1898)
- 1971 - Aldo Andreani, architetto e scultore italiano (n. 1887)
- 1971 - Oreste Gris, partigiano italiano (n. 1903)
- 1971 - Attilio Masarati, ciclista su strada italiano (n. 1911)
- 1972 - Edward Cook, astista e lunghista statunitense (n. 1889)
- 1972 - Filippo Naldi, giornalista, politico e imprenditore italiano (n. 1886)
- 1972 - Richard Sanders, lottatore statunitense (n. 1945)
- 1973 - Virgilio Crocco, giornalista italiano (n. 1940)
- 1973 - Damiano, vescovo ortodosso albanese (n. 1886)
- 1973 - Walt Kelly, fumettista e animatore statunitense (n. 1913)
- 1973 - Giuseppe Scortecci, zoologo, esploratore e docente italiano (n. 1898)
- 1973 - Leo Strauss, filosofo tedesco (n. 1899)
- 1973 - Crane Wilbur, attore, sceneggiatore e regista statunitense (n. 1886)
- 1974 - José da Conceição, altista e velocista brasiliano (n. 1931)
- 1974 - Gian Maria Ghidini, entomologo, speleologo e erpetologo italiano (n. 1911)
- 1974 - Mario Tadini Buoninsegni, politico italiano (n. 1889)
- 1975 - Al Lettieri, attore statunitense (n. 1928)
- 1976 - Yorgos Javellas, regista e sceneggiatore greco (n. 1916)
- 1976 - Giacomo Lercaro, cardinale italiano (n. 1891)
- 1976 - Paul Schmidt, ingegnere e inventore tedesco (n. 1898)
- 1977 - Andreas Baader, terrorista tedesco (n. 1943)
- 1977 - Gudrun Ensslin, terrorista tedesca (n. 1940)
- 1977 - Domenico Orlandini, presbitero, partigiano e antifascista italiano (n. 1913)
- 1977 - Hanns-Martin Schleyer, dirigente d'azienda e funzionario tedesco (n. 1915)
- 1978 - Ramón Mercader, agente segreto spagnolo (n. 1913)
- 1978 - Vladimir Vajnštok, regista e sceneggiatore sovietico (n. 1908)
- 1979 - Virgilio Piñera, scrittore, poeta e drammaturgo cubano (n. 1912)
- 1980 - Hans Ehard, politico tedesco (n. 1887)
- 1980 - Hans Ferdinand Mayer, matematico e fisico tedesco (n. 1895)
- 1981 - Vincenzo Carrese, fotografo italiano (n. 1910)
- 1981 - Luigi Filosa, avvocato e politico italiano (n. 1897)
- 1981 - Luigi Scaccianoce, scenografo italiano (n. 1914)
- 1982 - Umberto Baldini, fantino italiano (n. 1904)
- 1982 - Dwain Esper, regista e produttore cinematografico statunitense (n. 1892)
- 1982 - Pierre Mendès France, politico francese (n. 1907)
- 1982 - Bess Truman, first lady statunitense (n. 1885)
- 1982 - Beppe Viola, giornalista, scrittore e telecronista sportivo italiano (n. 1939)
- 1982 - Hermann von Rigele, militare austro-ungarico (n. 1891)
- 1983 - Diego Abad de Santillán, anarchico, scrittore e editore spagnolo (n. 1897)
- 1983 - Karinska, costumista ucraina (n. 1886)
- 1984 - Jon-Erik Hexum, attore e modello statunitense (n. 1957)
- 1984 - Joe Sotak, cestista statunitense (n. 1914)
- 1984 - Giuseppe Tacca, ciclista su strada italiano (n. 1917)
- 1985 - Stefan Askenase, pianista polacco (n. 1896)
- 1985 - Luigi Meschieri, psicologo italiano (n. 1919)
- 1985 - Jun Tazaki, attore giapponese (n. 1910)
- 1986 - Sverre Haugli, pattinatore di velocità su ghiaccio norvegese (n. 1925)
- 1986 - Giuseppe Ramazzotti, zoologo italiano (n. 1898)
- 1986 - Xing Weining, cestista cinese
- 1987 - Giuliano Gusso, politico italiano (n. 1925)
- 1987 - Emanuel von und zu Liechtenstein, principe liechtensteinese (n. 1908)
- 1987 - Louis Miriani, politico statunitense (n. 1897)
- 1987 - Joseph Schauers, canottiere statunitense (n. 1909)
- 1988 - Frederick Ashton, coreografo, ballerino e direttore artistico britannico (n. 1904)
- 1988 - Louis Coroller, ingegnere aeronautico francese (n. 1893)
- 1988 - Paulius Galaunė, storico dell'arte lituano (n. 1890)
- 1988 - Franz Josef Kurmann, politico, avvocato e notaio svizzero (n. 1917)
- 1989 - Mirko Bonačić, calciatore jugoslavo (n. 1903)
- 1989 - Lešek Boubela, pallanuotista cecoslovacco (n. 1910)
- 1989 - Georgi Gulia, scrittore abcaso (n. 1913)
- 1989 - Adelaide Lawrence, attrice statunitense (n. 1905)
- 1989 - Stan Miasek, cestista statunitense (n. 1923)
- 1989 - Renato Valente, attore italiano (n. 1924)
- 1989 - Giorgina di Wilczek, principessa austriaca (n. 1921)
- 1991 - Enrico Boniforti, allenatore di calcio e calciatore italiano (n. 1917)
- 1991 - Antonio Tricarico, calciatore italiano (n. 1912)
- 1992 - Giuseppe Bonfiglioli, arcivescovo cattolico italiano (n. 1910)
- 1992 - Makoto Fukui, nuotatore giapponese (n. 1940)
- 1992 - Albert Schwartz, naturalista e zoologo statunitense (n. 1923)
- 1992 - Emma Schwarz, attivista italiana (n. 1914)
- 1993 - Maria Rosa Candido, pattinatrice di short track italiana (n. 1967)
- 1994 - Timothy Conigrave, scrittore, attore teatrale e attivista australiano (n. 1959)
- 1994 - Eberhard Feik, attore tedesco (n. 1943)
- 1994 - Eddie Mast, cestista e allenatore di pallacanestro statunitense (n. 1948)
- 1994 - Conchita Montes, attrice e giornalista spagnola (n. 1914)
- 1994 - Vittorio Pertusio, politico italiano (n. 1904)
- 1995 - Franco Fabrizi, attore italiano (n. 1916)
- 1995 - Ted Whiteaway, pilota automobilistico britannico (n. 1928)
- 1996 - Giuseppe Panini, imprenditore italiano (n. 1925)
- 1996 - Giovanni Testa, fondista e politico italiano (n. 1903)
- 1997 - Ramiro Castillo, calciatore boliviano (n. 1966)
- 1997 - Gordon Clark, allenatore di calcio inglese (n. 1914)
- 1997 - Walter William Curtis, vescovo cattolico statunitense (n. 1913)
- 1997 - Vince Gironda, attore e culturista statunitense (n. 1917)
- 1997 - Milt Neil, animatore, designer e fumettista statunitense (n. 1914)
- 1997 - Milko Skofic, produttore cinematografico, attore e medico sloveno (n. 1919)
- 1997 - Kōtoku Wamura, politico giapponese (n. 1909)
- 1997 - Paul Edwin Zimmer, scrittore statunitense (n. 1943)
- 1999 - John Cannon, pilota automobilistico canadese (n. 1937)
- 1999 - Paddi Edwards, attrice e doppiatrice britannica (n. 1931)
- 2000 - Inga Gill, attrice svedese (n. 1925)
- 2000 - Julie London, cantante e attrice statunitense (n. 1926)
- 2000 - Guglielmo Negri, giurista italiano (n. 1926)
- 2000 - Sergio Neri, pedagogista, insegnante e educatore italiano (n. 1937)
- 2000 - Sidney Salkow, regista, sceneggiatore e drammaturgo statunitense (n. 1909)
- 2000 - Gwen Verdon, attrice, cantante e ballerina statunitense (n. 1925)

## XXI secolo(134)
- 2001 - Tristano Bolelli, glottologo italiano (n. 1913)
- 2001 - Umberto Chiacchio, politico e imprenditore italiano (n. 1930)
- 2001 - Jan Chrapek, vescovo cattolico polacco (n. 1948)
- 2001 - Wanda Pasquini, attrice italiana (n. 1914)
- 2001 - Gaspare Umile, calciatore italiano (n. 1948)
- 2001 - Arthur F. Utz, presbitero e teologo svizzero (n. 1908)
- 2002 - Paolo Frau, criminale italiano (n. 1949)
- 2002 - Vincenzo Madonia, politico e avvocato italiano (n. 1925)
- 2003 - Rodolfo Freude, politico argentino (n. 1922)
- 2003 - David Lodge, attore e circense britannico (n. 1921)
- 2003 - Nello Pagani, pilota motociclistico e pilota automobilistico italiano (n. 1911)
- 2003 - Jean Panzani, imprenditore italiano (n. 1911)
- 2003 - Preston Smith, politico statunitense (n. 1912)
- 2003 - Manuel Vázquez Montalbán, scrittore, saggista e giornalista spagnolo (n. 1939)
- 2004 - Daniel Carpentier, calciatore francese (n. 1927)
- 2004 - Vïktor Zwbarev, calciatore kazako (n. 1973)
- 2005 - Doug Flack, calciatore inglese (n. 1920)
- 2005 - Carlos António Gomes, calciatore portoghese (n. 1932)
- 2005 - Johnny Haynes, calciatore inglese (n. 1934)
- 2005 - Aleksandr Nikolaevič Jakovlev, politico sovietico (n. 1923)
- 2005 - Mustapha Skandrani, compositore e pianista algerino (n. 1920)
- 2006 - Don Christensen, fumettista e animatore statunitense (n. 1916)
- 2006 - Enzo De Giovanni, calciatore e allenatore di calcio italiano (n. 1928)
- 2006 - Fermín Gordejuela, calciatore spagnolo (n. 1933)
- 2006 - Marc Hodler, avvocato e dirigente sportivo svizzero (n. 1918)
- 2006 - Július Korostelev, allenatore di calcio e calciatore cecoslovacco (n. 1923)
- 2006 - Giano Pattini, calciatore e allenatore di calcio italiano (n. 1921)
- 2006 - Mario Francesco Pompedda, cardinale e arcivescovo cattolico italiano (n. 1929)
- 2006 - Anna Russell, attrice, cantante e comica inglese (n. 1911)
- 2006 - Achille Millo, attore, drammaturgo e regista teatrale italiano (n. 1921)
- 2006 - Alvin M. Weinberg, fisico statunitense (n. 1915)
- 2007 - Vincent DeDomenico, imprenditore statunitense (n. 1915)
- 2007 - Lucky Dube, cantante sudafricano (n. 1964)
- 2007 - Luisa Poselli, attrice e cantante italiana (n. 1922)
- 2008 - Salvatore Boccaccio, vescovo cattolico italiano (n. 1938)
- 2008 - Galina Dronova, cestista sovietica (n. 1937)
- 2008 - Tormod Haugen, scrittore e traduttore norvegese (n. 1945)
- 2008 - Stefania Lotti, pittrice e scultrice italiana (n. 1927)
- 2008 - Evelyn Ay Sempier, modella statunitense (n. 1933)
- 2008 - Dee Dee Warwick, cantante statunitense (n. 1945)
- 2008 - Xie Jin, regista cinese (n. 1923)
- 2009 - Wilfredo Caimmi, partigiano e scrittore italiano (n. 1925)
- 2009 - Sandro Pistolini, attore italiano (n. 1949)
- 2009 - Ignacio Ponseti, medico spagnolo (n. 1914)
- 2009 - Claudio Racca, regista cinematografico e direttore della fotografia italiano (n. 1930)
- 2010 - Marion Brown, sassofonista statunitense (n. 1931)
- 2010 - Consuelo Crespi, giornalista e modella statunitense (n. 1928)
- 2010 - Remo Germani, cantante italiano (n. 1938)
- 2010 - Vera Hatz, numismatica tedesca (n. 1923)
- 2010 - Mel Hopkins, calciatore gallese (n. 1934)
- 2011 - Bob Brunning, bassista britannico (n. 1943)
- 2011 - Norman Corwin, sceneggiatore statunitense (n. 1910)
- 2011 - Enrico Luzi, attore e doppiatore italiano (n. 1919)
- 2011 - Gordon St. Angelo, politico statunitense (n. 1927)
- 2011 - Andrea Zanzotto, poeta, italianista e partigiano italiano (n. 1921)
- 2012 - Marvin Lambert, wrestler statunitense (n. 1977)
- 2012 - Slater Martin, cestista e allenatore di pallacanestro statunitense (n. 1925)
- 2013 - René Alleau, scrittore francese (n. 1917)
- 2013 - Francisco Rafael Arellano Félix, criminale messicano (n. 1949)
- 2013 - Tom Foley, politico statunitense (n. 1929)
- 2013 - Manuel Haro, calciatore e allenatore di calcio spagnolo (n. 1931)
- 2013 - Valerio Sestini, architetto, alpinista e esploratore italiano (n. 1935)
- 2013 - Allan Stanley, hockeista su ghiaccio canadese (n. 1926)
- 2013 - Bill Young, politico statunitense (n. 1930)
- 2014 - Renato Donazzon, politico italiano (n. 1940)
- 2014 - Efua Dorkenoo, attivista ghanese (n. 1949)
- 2014 - Luigi Gnocchi, velocista italiano (n. 1933)
- 2014 - Claude Ollier, scrittore francese (n. 1922)
- 2014 - Melford E. Spiro, antropologo e storico delle religioni statunitense (n. 1920)
- 2015 - Franklin April, calciatore namibiano (n. 1984)
- 2015 - Gamal Ghitani, scrittore e giornalista egiziano (n. 1945)
- 2015 - Frank Watkins, bassista statunitense (n. 1968)
- 2015 - Ignazio Cannavò, arcivescovo cattolico italiano (n. 1921)
- 2015 - Danièle Delorme, attrice francese (n. 1926)
- 2015 - Yoram Gross, regista e produttore cinematografico polacco (n. 1926)
- 2015 - Tommy O'Keefe, cestista e allenatore di pallacanestro statunitense (n. 1928)
- 2016 - Anthony Addabbo, attore statunitense (n. 1960)
- 2016 - Sergej Lichačëv, tennista sovietico (n. 1940)
- 2016 - Turki bin Sa'ud al-Kabir, principe e criminale saudita (n. 1991)
- 2017 - Joel Beeson, attore statunitense (n. 1966)
- 2017 - Brent Briscoe, attore statunitense (n. 1961)
- 2017 - Phil Miller, chitarrista, compositore e produttore discografico inglese (n. 1949)
- 2017 - Dorothy Morrison, attrice statunitense (n. 1919)
- 2017 - Marino Perani, calciatore e allenatore di calcio italiano (n. 1939)
- 2017 - Olga Tudorache, attrice e docente rumena (n. 1929)
- 2017 - Donato Valli, critico letterario italiano (n. 1931)
- 2017 - Ricardo Jamin Vidal, cardinale e arcivescovo cattolico filippino (n. 1931)
- 2017 - Issam Zahreddine, generale siriano (n. 1961)
- 2018 - Anthea Bell, traduttrice inglese (n. 1936)
- 2018 - 'Abd al-Rahman Suwwar al-Dhahab, generale e politico sudanese (n. 1934)
- 2018 - Dick Slater, wrestler statunitense (n. 1951)
- 2018 - Marco de Natale, musicista, pedagogista e musicologo italiano (n. 1926)
- 2019 - Maria Baldan, artista italiana (n. 1930)
- 2019 - Michael Flaksman, violoncellista statunitense (n. 1946)
- 2019 - Rui Jordão, calciatore portoghese (n. 1952)
- 2019 - Meir Shamgar, giurista, magistrato e militare israeliano (n. 1925)
- 2020 - Alfredo Cerruti, produttore discografico, autore televisivo e cantante italiano (n. 1942)
- 2020 - René Felber, politico svizzero (n. 1933)
- 2020 - Gordon Haskell, bassista e cantautore britannico (n. 1946)
- 2020 - Tomás Herrera, cestista cubano (n. 1950)
- 2020 - Jozef Obert, calciatore cecoslovacco (n. 1938)
- 2020 - José Padilla, disc jockey e produttore discografico spagnolo (n. 1955)
- 2021 - Jack Angel, attore, doppiatore e conduttore radiofonico statunitense (n. 1930)
- 2021 - Val Bisoglio, attore statunitense (n. 1926)
- 2021 - Franco Cerri, chitarrista italiano (n. 1926)
- 2021 - Jo-Carroll Dennison, modella statunitense (n. 1923)
- 2021 - Sante Graciotti, filologo e slavista italiano (n. 1923)
- 2021 - Edita Gruberová, soprano slovacco (n. 1946)
- 2021 - Angelo Licheri, italiano (n. 1944)
- 2021 - William Lucking, attore statunitense (n. 1941)
- 2021 - Miguel Palmer, attore messicano (n. 1942)
- 2021 - Colin Powell, generale e politico statunitense (n. 1937)
- 2021 - Renate-Charlotte Rabbethge, politica tedesca (n. 1930)
- 2021 - Renzo Salvarani, imprenditore italiano (n. 1926)
- 2021 - Raffaele Tiscar, politico e funzionario italiano (n. 1956)
- 2021 - Bill Zeliff, politico statunitense (n. 1936)
- 2022 - Ole Ellefsæter, fondista e cantante norvegese (n. 1939)
- 2022 - Franco Gatti, cantante, musicista e compositore italiano (n. 1942)
- 2022 - Robert Gordon, cantante, musicista e attore statunitense (n. 1947)
- 2022 - Tom Maddox, autore di fantascienza statunitense (n. 1945)
- 2022 - John Paul Meier, biblista e presbitero statunitense (n. 1942)
- 2022 - Gheorghe Novac, cestista, allenatore di pallacanestro e dirigente sportivo rumeno (n. 1945)
- 2022 - Plinio Rolle, calciatore italiano (n. 1924)
- 2022 - Piero Tomasoni, pugile italiano (n. 1936)
- 2023 - Roger Brown, cestista statunitense (n. 1950)
- 2023 - Giovanni Chiaramonte, fotografo e fotoreporter italiano (n. 1948)
- 2023 - Osvaldo Desideri, scenografo italiano (n. 1939)
- 2023 - Renato Rambaldelli, calciatore italiano (n. 1936)
- 2023 - Thomas A. Szlezák, filologo classico e grecista tedesco (n. 1940)
- 2024 - Yehuda Bauer, storico israeliano (n. 1926)
- 2024 - Mario Ferruccio Belli, storico e giornalista italiano (n. 1932)
- 2024 - Ginés González García, politico argentino (n. 1945)
- 2024 - Paulo Sérgio Machado, vescovo cattolico brasiliano (n. 1945)
- 2024 - Donald Redford, egittologo canadese (n. 1934)

## Senza anno specificato(1)
- Wenna di Talgarth, religiosa britannica (n. 463)